# Associazioni Calcio Riunite Messina
La Associazioni Calcio Riunite Messina es un club de fútbol de Italia, con sede en Mesina, en Sicilia. Fue fundado en 1900 y refundado en varias oportunidades. Compite en la Serie D, cuarta categoría del fútbol italiano.

## Historia

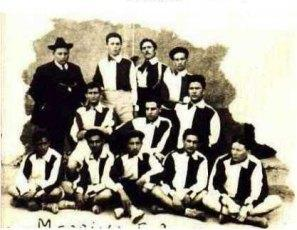
Jugadores del Messina en 1910.

A lo largo de su historia ha disputado 10 temporadas en la primera división italiana y 32 en la segunda. En 2004 regresó a la Serie A después de varios años, ubicándose al final en el séptimo lugar, el mejor resultado de su historia. En la campaña 2005/06 conservó la categoría gracias al descenso de la Juventus por fraude deportivo. No obstante en la temporada 2006/07 descendió directamente a la Serie B en la cual finalizó 14°, lejos del descenso; sin embargo, debido a su situación económica, descendió hasta la Serie D.
En la temporada 2012/13 el Messina se consagró campeón de la Serie D ascendiendo a la Lega Pro Seconda Divisione. En la temporada siguiente finalizó en el primer lugar del Grupo B y subió a la Lega Pro.
En la temporada 2017/2018 jugó otra vez en la Serie D, debido a que se le negó la inscripción en la Serie C, por problemas económicos. 

## Estadio

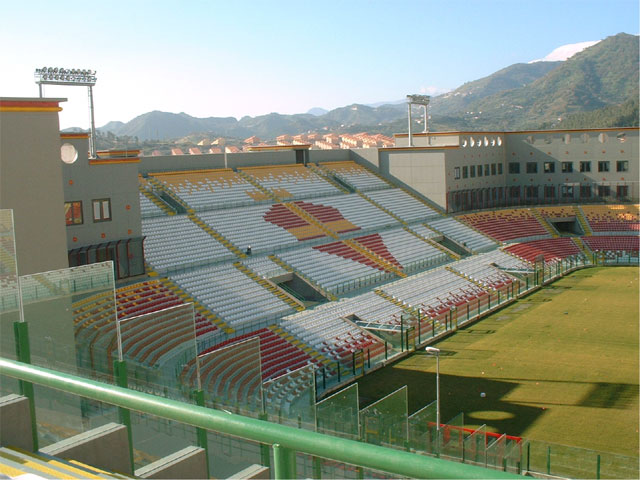
El estadio San Filippo-Franco Scoglio, con el escudo de Mesina en las gradas.

El club disputa sus partidos en el Estadio San Filippo-Franco Scoglio, inaugurado en 2004, y que posee una capacidad para 38.722 personas. Lleva el nombre Franco Scoglio, un ex-entrenador del club.

## Palmarés

### Torneos nacionales
- Serie B (1): 1962-63

### Torneos interregionales
- Serie C1 (1): 1985-86 (Grupo B)
- Serie C2 (2): 1982-83 (Grupo D), 1999-00 (Grupo C)
- Lega Pro Seconda Divisione (1): 2013-14 (Grupo B)
- Serie D (3): 1973-74 (Grupo I), 2012-13 (Grupo I), 2020-21 (Grupo I)
- Campionato Nazionale Dilettanti (1): 1997-98 (Grupo I)